# Angical do Piauí
Angical do Piauí este un oraș în Piauí (PI), Brazilia.